# Bichiș
Bichiș (in ungherese Magyarbükkös, in tedesco Buchendorf) è un comune della Romania di 980 abitanti, ubicato nel distretto di Mureș, nella regione storica della Transilvania. 
Il comune è formato dall'unione di quattro villaggi: Bichiș, Gâmbuț, Nandra, Ozd.